# 藤岡洋
藤岡 洋（ふじおか ひろし）は、日本の音楽プロデューサー・ソングライター・編曲家・ギタリスト。日本音楽著作権協会会員。呼名：YOH（ヨウ）、ヨウ・フジオカ、Jammy（ジェイミー）。なお、同じ読み（同音異字）の藤岡弘、とは無関係である。

## 人物・概要
1993年、NHKのミニ番組「わが街のローカル線」テーマソング制作をきっかけに作曲家としてデビュー。その後、TV主題歌、CM音楽、映画音楽、様々なシンガーへの楽曲提供、企業ビデオパッケージ用の音楽制作等に携わり、著名ミュージシャンの楽曲にも参加している。また、サポートギタリスト・コーラスとして多数のレコーディングやライブに携わっている。特に沖縄ミュージシャンとの交流が深く、さまざまな沖縄音楽に参加している。ジャンルはJ-POPをはじめ、ロック、R&B、演歌、沖縄音楽やワールドミュージックなど。自身もバンド活動を経て、1999年にDeji-fra（徳間ジャパン）、2000年、MAD ALICE（ポニーキャニオン）でバンドデビュー経験を持つ。現在もCM音楽をはじめとする楽曲提供を中心に、ボイストレーナー、バック・ミュージシャンとして活動している。2019年から三貴哲成(旧：三好鉄生)バンドのリーダー、音楽プロデューサーとしても活動。Clumsy Music代表。

## 携わった音楽業績

### TVテーマ音楽,映画音楽など
- 沖縄テレビ「OTVスーパーニュース」内のコーナーのテーマ曲
- NHK「わが街のローカル線」の主題歌、エンディングテーマ曲[1]
- 映画「シベリア超特急」主題歌、エンディングテーマ曲「戻らないロマンス」（編曲：藤岡洋・西込加久見）(1996年)
- Vシネマ「マモル」(1997年) 発売元(株)JVD 音楽担当
- 読売テレビ「ダウンタウンDX」エンディングテーマ曲 (1997年)
- 映画「NOEL」の主題歌制作[2](2003年)
- TBS系列笑林寺2エンディングテーマ曲(2004年)
- 小学館アカデミーTVCM(2006年)[要出典]
- 東京電力TVCM[要出典](2006年)
- NEDO技術開発機構TVCM[要出典](2007年)
- 山脇学園校歌のweb用サウンド制作(2008年)
- FUJIFILMお正月向け店頭用VP(2010年)
- NTTドコモ体温ハートVP(2010年)
- オートバックス
  - 地デジカー店頭用VP(2010年)
  - 店頭用VP(2011年-2013年)
- ひかり陵苑テレビCM[3](2016年)
- CarbellテレビCM、ラジオCM(2020年)

### 参加楽曲CD (オンライン（音楽）配信)
- NAVID
  - 配信アルバム[LITTLE BUTTERFLY]収録
    - [LITTLE BUTTERFLY][ひざまづいて](以上作曲/編曲)・[スキだった](作詞/作曲/編曲)
    - <HPY Entertainment>2012/12/26リリース
- 運天那美
  - 配信シングル
    - ONE DAY(作詞/作曲/編曲)<78LABEL>2012/03/28リリース
    - リアル(作曲/編曲)<78LABEL>今野敏の電子書籍Fakeのテーマ曲(2011年)
- 沢竜二
  - アルバム[男の激情]収録[ラップ・石松](作曲)<テイチクエンタテインメント>(2009年)
- 綾小路きみまろfeat.マリア[やってられな〜い](編曲)<テイチクエンタテインメント>(2006年)

- AREA
  - デビューシングル[DIZZY LIFE](作詞/作曲/編曲)TBS系列笑林寺2エンディングテーマ)<代官山 RECORDS>(2004年)

- Survivё
  - セカンドシングル[アイタイヨ～Love of my life～](作詞/作曲/編曲)(2007年)
- ミヤギマモル
  - マキシシングル[がんばれ](編曲)
  - 3rdアルバム[琉球風物詩]収録「のえる～TIMUGUKURU 」(編曲)
- 千葉マリア
  - マキシシングル[春を信じて](編曲)
- 児島亜紀
  - マキシシングル[夢のYOKOHAMA](編曲)(2006年)
- Love Marines(野崎亜里沙らのアイドルグループ)
  - マキシシングル[Your eyes](作詞/作曲/編曲)<ガウスエンタテインメント>(2002年)
- Mevius
  - デビューシングル[アイタイヨ～edge of my love～](作詞/作曲/編曲)<ガウスエンタテインメント>(2001年)
- Mad Alice
  - デビューシングル[Pleasure Pleasure](作詞/作曲/編曲)(2000年)
  - 2ndシングル[Magneto-Optical LIFE](作詞/作曲/編曲、テレビ東京系ドライブA GO GO(現在はドラGO!)エンディング曲)(2001年)
- Vivica
  - デビューシングル[DAZE](作詞/作曲、読売テレビ「ダウンタウンDX」エンディングテーマ曲)<キングレコード>(1997年)
  - セカンドシングル[HEARTじかけのLOVEを歌おう](作詞、日本テレビ「モグモグGOMBO」エンディングテーマ曲)<キングレコード>(1998年)
- Deji-fra
  - デビューシングル[いんじゃない]<徳間ジャパンSIXBEAT RECORDS>(2000年)
  - 2ndシングル[魔法の月]<徳間ジャパンSIXBEAT RECORDS>(2000年)
- Hazukish Eyes
  - デビューシングル[メモリーデイズ]<国際貿易>(2001年)
  - 2ndシングル[魔法の月](サウンドプロデュース)<国際貿易>(2002年)
  - 3rdシングル[Peaceful](サウンドプロデュース)<国際貿易>(2005年)
- シューベルトまつだ
  - 1stアルバム[シューベルトまつだのうちなーそんぐ]<Flower Hall Music Works>(2008年)
  - マキシシングル[さーたーあんだぎーのうたワールドバージョン]<OFFICE MATSUDA,Flower Hall Music Works>(2008年)
- 阿麻和利健
  - 2ndアルバム[情唄]<Flower Hall Music Works>(2008年)
- オムニバスCD
  - [サウンドインテリア沖縄]YOH名義でソロ参加<キングレコード>
  - [カジヌユンタク～沖縄夢つづり～]Hazukish Eyesで2曲参加<キングレコード>
  - [わした島OKINAWA~いまいちばん新しい風]Hazukish Eyesで4曲参加<キングレコード>(2004年)
- 沖縄国際通りテーマソング[メモリーデイズ](作詞/作曲/編曲)<国際貿易>(2001年)
- 今西香織
  - マキシシングル[SONG FOR LOVERS](作詞/作曲/編曲)<NECアベニュー>
- かぎ花バンド
  - マキシシングル[ばっしらいん宮古島](作曲/編曲)<国際貿易>
- 琉紫音
  - ミニアルバム[うるわしの桜][カーチーベー](編曲)(2016年)
- MICAH
  - 1st信音源[Your Brand-new Self](作詞/作曲/編曲)
- 下地暁
  - アルバムにギターで参加(2019年)
- 下地美波
  - ソロシングルのアレンジ(2020年)
- 三貴哲成(旧:三好鉄生)の[願いが叶う](編曲/サウンドプロデュース)<フリーボード>(2019年)

## バックバンドとバックコーラスとしての実績 （ライブ含む）
- 三好鉄生(現：三貴哲成)のバックコーラス、ギター、バンマス担当(2019年〜)
- Mayumi from rainforestのギター、バンマス担当
  - 佐田真由美が高校時代に所属していた事務所で組んだJ-POPバンド。
- 神座（Kagura）のギター担当
  - 2015年Hard Rock Rising(ハードロックカフェ主催)の東京代表となったロックバンド。
- Vivicaのギター担当
- 島田沙羅のギター担当
- キューティーセーラーズ(河村理沙・織原奈未・湯原麻利絵らのアイドルユニット)のバックバンド(ギター担当)
- Deji-fraのギター、サウンドプロデュース
  - 1999年に徳間ジャパンsixbeatからデビューしたJ-POPユニット。テレビ東京の「輝け!ソングラ天国」、「ソングラ」では、冷やし中華やホストをテーマにした楽曲を披露し、2回のグランプリを獲得する。「Chinese Cool Girl～ヒヤシチューカの想い出～」という楽曲が、オムニバスCD「ソングラ トリビュート Vol．0」(2001.02.21 OMCA-3001)にも収められている。
- Hazukish Eyesのギター、三線、ボーカル、サウンドプロデュース
  - 2001年に行われた、那覇国際通りテーマソングコンテストのグランプリ受賞をきっかけに結成された沖縄ポップスユニット。3枚のCDをリリース。[4]
- Mad Aliceのギター、サウンドプロデュース
  - 2000年にポニーキャニオンからデビューしたデジロックユニット。
- 阿麻和利健とアーケーズのギター担当
  - 沖縄ポップスの阿麻和利健のバックバンド「アーケーズ」のギタリストとして2007年から参加。2008年5月にリリースしたCDではサウンドプロデュースもてがけている。
- 南十字星のギタリスト、三線、ボーカル
  - 沖縄＆ワールドポップスユニット。
- Yo-Raのギター担当
  - 沖縄系ロックユニット。
- 第28回New Years World Rock Festival
- オリオン・ビアフェスト in 宮古島
- 那覇市民会館「Deji-fraちむどんどんライブ」(ワンマンライブ)
- 那覇まつり
- 那覇ハーリー
- アララガマフェスタ(上野水上音楽堂)
- 命どぅ宝・平和世コンサート(上野水上音楽堂)

## メディア出演

### テレビ
- NHK新人歌謡コンテスト(1997年)
- 日本テレビ「スーパージョッキー」「日刊!ひっと」
- 琉球放送「OKINAWAN情報コンビニ」
- テレビ東京
  - 「輝け!ソングラ天国」(2000年)
  - 「ソングラ」(2001年)
  - 「所さんの学校では教えてくれないそこんトコロ!」(2015年)
- 沖縄テレビ「DEEP BEAT」

### ラジオ
- RBCiラジオ「下地暁のわいわいワイドー」岩ちゃんのビタミンラジオ」
- FM沖縄「ハッピーアイランド」「TommyのぬちぐすいNIGHT」「リポーズアフターアワーズ」「for PM」
- FM長崎「極楽メガヘルツ」
- ラジオ沖縄「ぐーだじょー」
- FM小金井「daycrazeのサウンドキッチン」(2011年〜2012年のパーソナリティ)
- FMさせぼ「YO YO YOKARO」(2015年)
- FMびざん「田岡批呂子の大人の上質」(2020年)

### 雑誌
- 月刊HANDS
- 月刊うるま

### ミュージック・ビデオ
- VIVICA「DAZE」
- AREA「DIZZY LIFE」ギター演奏シーン
- MAD ALICE「PLEASURE PLEASURE」
- HAZUKISH EYES「ユンタク〜第一楽章〜」
- 神座「かじりかけのリンゴ」ギター演奏シーン
- Micah「Your Brand-new Self」ギター演奏シーン
- 三貴哲成(旧:三好鉄生)「願いが叶う」ギター演奏シーン

## その他の参加
- 小柳ゆき
- Survivё
- 杉浦幸
- 寺尾友美
- 五條真由美
- 森本英世
- コニー (ザ・ヴィーナス)
- 河村理沙
- 織原奈未
- 湯原麻利絵
- 小林愛
- 川浦正大
- MISAKI
- 下地暁